# Dobla

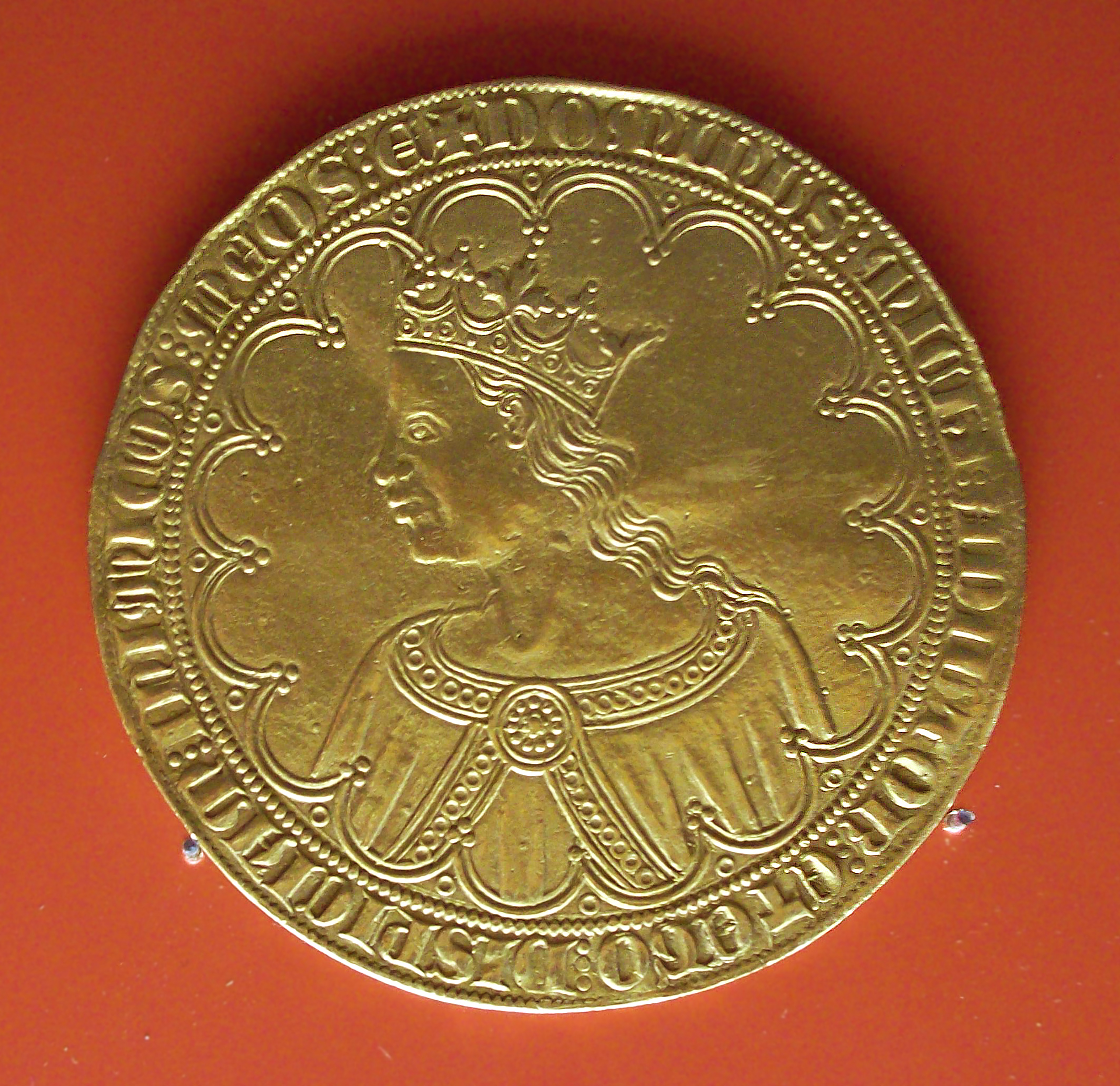
Tzw. wielka dobla (dupla magna) o wadze 44,9 g (mennica w Sewilli, 1360)

Dobla – złota średniowieczna moneta hiszpańska.
Emitowana od panowania Alfonsa XI (1312–1350) do połowy XV wieku. Wartościowo równała się 40 maravedi, a jej  waga wynosiła ok. 4,6 grama.